# Clitoroplastie
 (février 2025).
Si vous disposez d'ouvrages ou d'articles de référence ou si vous connaissez des sites web de qualité traitant du thème abordé ici, merci de compléter l'article en donnant les références utiles à sa vérifiabilité et en les liant à la section « Notes et références ».

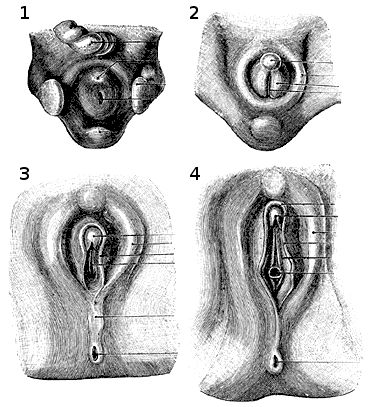
Étapes du développement des organes sexuels externes chez la femme cisgenre.

La clitoroplastie est la chirurgie permettant de créer un clitoris pour les femmes trans, dans le cadre de la chirurgie de réassignation sexuelle, ou de réparer les dommages causés par l'excision.
Les femmes et les filles avec une hyperplasie congénitale des surrénales peuvent également la souhaiter pour corriger la taille du clitoris, et être plus en accord avec l'anatomie féminine standard.

## Clitoroplastie dans la chirurgie de réattribution sexuelle
Dans le cadre de la chirurgie de réattribution sexuelle pour les femmes trans, il y a plusieurs façons de créer un clitoris grâce aux tissus présents. La méthode la plus courante est de séparer le gland du pénis de la paire des tissus érectiles, et de réduire sa taille afin de simuler un clitoris de femme cisgenre.
Le taux de réussite de création de clitoris pour les femmes trans varie grandement. La cause d'échec la plus fréquente est la nécrose du tissu en raison du manque d'approvisionnement sanguin. Le plus grand risque (non-létal) pour la santé, est une atteinte du nerf pudendal qui réduit fortement la probabilité et l'intensité des orgasmes lors de sa coupée.
La plupart des corps de femmes transgenres acceptent facilement la délocalisation du gland pénien des tissus, dans la zone clitoridienne des femmes cisgenres. Le tissu du gland dérivé du clitoris (à l'aide de simples techniques de dissection), n'est pas une simulation parfaite du clitoris d'une femme cisgenre, en raison de la différence de couleur, de forme et de réponse sexuelle. Le Dr Suporn Watanyusakul utilise une technique alternative qui conserve certains tissus érectiles pour simuler l'engorgement du clitoris, et une petite quantité de prépuce pour agir comme un capuchon du clitoris[citation nécessaire].
Une technique alternative implique l'utilisation de l'urètre spongiforme comme un clitoris monticule. Cela a permis une meilleure simulation de la réponse sexuelle féminine, au risque que le clitoris ne soit pas aussi sensible que le gland du pénis. La fuite urinaire était une complication notable de cette technique.
Les anciennes techniques de réattribution sexuelle ne cherchaient pas à créer un clitoris. Le gland du pénis était suturé dans sa partie la plus distale du néovagin, pour simuler un col de l'utérus. Stanley Biber a fini par préférer cette méthode[citation nécessaire].